# Antigua (île)
Pour les articles homonymes, voir Antigua.
Ne doit pas être confondu avec Anguilla.
L'île d'Antigua (ou Antigoa, en créole Wadadli, ce qui signifie notre propre) est une île des Caraïbes ; île principale du territoire de Antigua-et-Barbuda, État indépendant au sein du Commonwealth des Nations le 1er novembre 1981. Cette île relativement plate occupe une superficie de 280 km2 et compte une population de 80 161 habitants au recensement de 2011, dont 32 000 vivent dans la capitale de Saint John's. Elle se situe à 39 km au nord-est de Montserrat et à 41,5 km au sud de Barbuda.
Elle est dite aussi en français Antigue (la vieille) et « l'île aux 365 plages ».

## Histoire
Christophe Colomb découvre l'île en 1493 et lui donne le nom d'Antigua en hommage à l'église Santa Maria La Antigua de Séville.

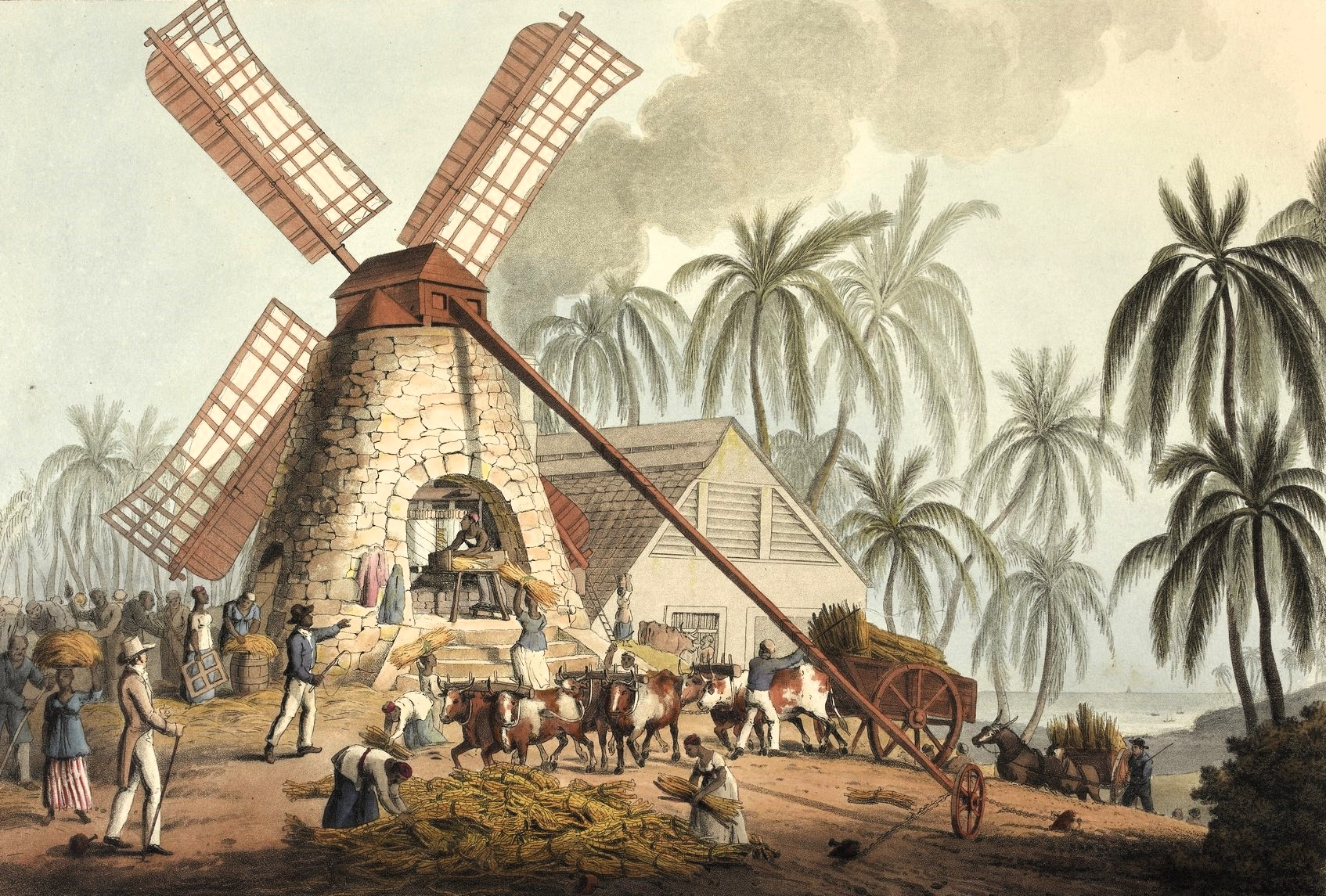
Esclaves faisant broyer la canne à sucre dans un moulin à vent d'Antigua. Gravure de 1823.

L'île est ensuite colonisée par les Britanniques en 1678. Les cultures du tabac et de la canne à sucre se développent et des esclaves déracinés d'Afrique de l'Ouest sont transportés sur l'île, esclaves dont la descendance constitue la population de l'île aujourd'hui.
La Cathédrale Saint John's est érigée en 1681. L'ancienne cour de justice (aujourd'hui le musée d'Antigua-et-Barbuda) est construite en 1747 à l'emplacement du premier marché de la ville. Le fort George sur Monk's Hill est édifié en 1689, le fort Berkeley en 1704 et compte 29 gros canons. La cathédrale a été fortement endommagée à 2 reprises lors des tremblements de terre au XVIIe siècle et XVIIIe siècle.
Au XIXe siècle, la côte sud sert d'abri aux navires britanniques fuyant les cyclones, d'où son nom English Harbour.
Dans les années 1990, un ouragan rase l'hôtel d'Half Moon Bay.

## Géographie
L'île fait 22 kilomètres de long sur 18 kilomètres de large (ou 32x30km). Son point culminant est le Mont Obama (anciennement Boggy Peak). L'île se situe à 64 kilomètres au nord de la Guadeloupe.
Le littoral de l'île est parsemé de plages (Morris Bay, Runaway Bay, Dickenson Bay, Half Moon Bay, Hawksbill Beach, Galley Bay Beach, Valley Church Beach ...), d'où son surnom « l'île aux 365 plages ». Une forêt tropicale (Rainforest) recouvre le sud-ouest de l'île. La Baie de Galley est un point de rupture des vagues et un lieu fréquenté par les surfeurs.

## Population
L'île compte 80.000 habitants. De culture britannique, les habitants de l'île parlent principalement anglais et les automobilistes roulent à gauche sur les voies routières,. Les touristes doivent payer 20 dollars pour un permis de conduire spécial pour se déplacer en automobile sur l'île.
L'île est aussi fortement prisée par les personnes fortunées. De nombreuses résidences domaniales jonchent l'île, souvent équipées d'héliports.
La plage Hawksbill Beach est une plage nudiste, la seule de l'île où cette pratique est autorisée.

## Économie
Les boutiques du centre commercial du port de Saint John's sont duty free.

## Sports
Plus que dans les autres Antilles anglophones, le cricket y est une passion nationale. Durant la saison des matches, de janvier à juillet, on le pratique partout : plage, terrain vague ou jardin public, peu importe à condition que l'aire de jeu soit plate. En 2007, Antigua s'est dotée, pour 54 millions de dollars américains, largement apportés par la Chine, d'un stade flambant neuf : le Sir Vivian Richard's Stadium, du nom de son meilleur joueur, une légende vivante. Sa capacité de 10 000 places fut alors doublée pour accueillir des rencontres de la Cricket World Cup remportée cette année-là par l'Australie.

## Monuments
- Cathédrale Saint John's
- Musée d'Antigua-et-Barbuda
- Pont en bois suspendu au-dessus de la gorge de Fig Tree
- Redcliffe Quay (ancien marché)
- Fort George
- Fort Berkeley
- Nelson's Dockyard (ancien chantier naval)
- Mermaid Gardens (piscines naturelles)
- Shirley Heights (ancien point d'observation militaire)

## Transports
- Aéroport international V. C. Bird

## Dans la culture

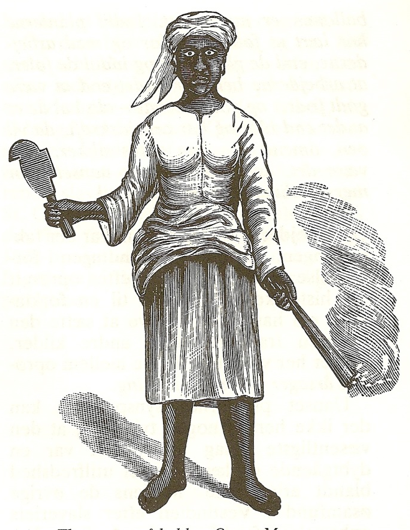
Mary Thomas.

C'est sur cette île qu'est domicilié Corto Maltese, personnage de bande dessinée créé par Hugo Pratt.
C'est également sur cette île qu'est née Mary Thomas, surnommée « reine Mary », une révolutionnaire qui dirigea les émeutes de Sainte-Croix de 1878.

## Îles proches
- Hell's Gate Island (grotte et piscine naturelle)
- Jumby Bay Island (protégée)
- Great Bird Island